# Leo Declerck

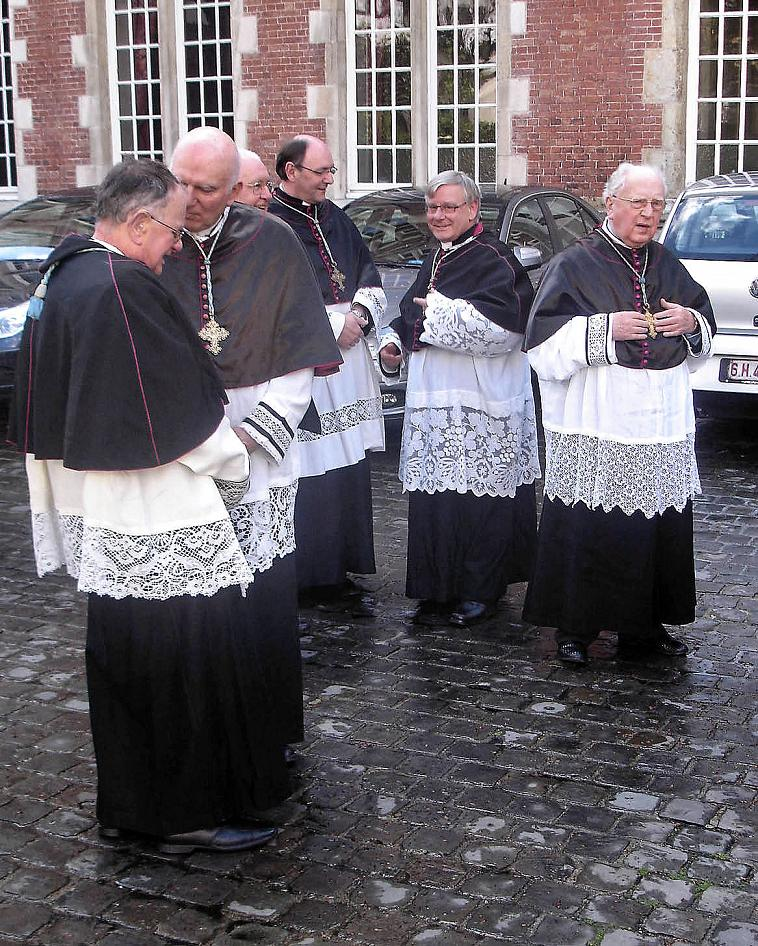
Enkele kanunniken van het Sint-Salvatorskapittel te Brugge, 2008.
Leo Declerck, Adelbert Denaux, Paul Lambrecht, Filip Debruyne, Kris Depoortere, Daniël Quartier.

Leo Declerck (Oostende, 22 april 1938 - Brugge, 26 september 2021) was een Belgisch rooms-katholiek priester en historicus.

## Levensloop
Declerck trad binnen in het seminarie van het bisdom Brugge en werd in 1962 tot priester gewijd. Hij promoveerde tot licentiaat in de theologie en tot licentiaat in de wijsbegeerte, na studies in de Gregoriana Universiteit in Rome.
Hij werd vicerector van het Belgisch College in Rome en maakte van dichtbij het Tweede Vaticaans Concilie mee. De Belgische bisschoppen en experten logeerden immers in het Belgisch College.
Hij werd vervolgens secretaris van bisschop De Smedt en professor aan het Groot Seminarie. Nadien werd hij directeur van het secretariaat van de Belgische bisschoppenconferentie.
In november 1972 werd hij vicaris-generaal van het bisdom Brugge. In 1996 ging hij, om gezondheidsredenen, met pensioen. In 1992 was hij rector geworden van het monasterium 'De Wijngaard' in het Brugse Begijnhof Ten Wijngaarde, ambt dat hij verder bleef uitoefenen.
In 1992 werd hij ook lid van het Sint-Salvatorskapittel van kanunniken in de kathedraal van Brugge.

## Centrum voor de studie van Vaticanum II
Leo Declerck werd in 2004 vrijwillig wetenschappelijk medewerker verbonden aan de onderzoekseenheid Geschiedenis van Kerk en Theologie van de Faculteit Theologie en Religiewetenschappen en aan het Centrum voor Conciliestudie Vaticanum II (Katholieke Universiteit Leuven). Hij was toen al enkele jaren actief in het ordenen van archieven van belangrijke deelnemers aan het Concilie.
Hij heeft vooral onderzoek gedaan naar de rol van de Belgen op het Tweede Vaticaans concilie. Zo inventariseerde hij de conciliearchieven van kardinaal
Leo Suenens, de bisschoppen Emiel Jozef De Smedt, Jozef Maria Heusschen en André Marie Charue en Magister Gerard Gustaaf Philips. Hij publiceerde de conciliedagboeken van kardinaal Johannes Willebrands en van Mgr Albert Prignon. Hij werkte verder aan een inventaris van de persoonlijke archieven van kardinaal Willebrands.
Declerck droeg in het kader van het Leuvense Centrum voor de studie van het Concilie Vaticanum II, aanzienlijk bij tot de inventarisatie, archivering en publicatie van documenten van en over het Tweede Vaticaans Concilie.

## Eredoctor
Op 21 mei 2013 ontving Leo Declerck een eredoctoraat aan de Katholieke Theologische Faculteit van de Johannes Gutenberg Universiteit in Mainz. De universiteit eerde hem hiermee voor zijn baanbrekende bijdrage tot de wetenschappelijke studie over het Tweede Vaticaans Concilie. Zijn werk van archivering, inventarisatie en ontsluiting wordt geëvalueerd als een belangrijke dienst die hij aan de wetenschap heeft verleend.

## Publicaties
- (met E. Louchez), Inventaire des Papiers conciliaires du cardinal L.-J. Suenens, in: Cahiers de la Revue théologique de Louvain, Louvain-la-Neuve, Faculté de théologie et de sciences religieuses, 1998.
- Brève présentation du "Journal conciliaire" de Mgr Gerard Philips, in: Fattori M., Melloni A. (Eds.), Experience, Organisations and Bodies at Vatican II. Proceedings of the Bologna Conference December 1996, Leuven, Bibliotheek van de Faculteit Godgeleerdheid, 1999, 219-231.
- Voorwoord, in: A. Greiler & L. De Saeger (uitg.) Emiel-Jozef De Smedt, Papers Vatican II. Inventory, Leuven: Bibliotheek van de Faculteit Godgeleerdheid, 1999.
- Mgr De Smedt (1909-1995) and the Second Vatican Council, in: A. Greiler & L. De Saeger (uitg.), Emiel-Jozef De Smedt, Papers Vatican II Inventory, Leuven, Bibliotheek van de Faculteit Godgeleerdheid, 1999.
- Le rôle joué par les évêques et periti belges au Concile Vatican II. Deux exemples, in: Ephemerides Theologicae Lovanienses, Louvain Journal of Theology and Canon Law, 2000, 445-464.
- (samen met E. Soetens), Carnets conciliaires de l'évêque de Namur A.-M. Charue, Louvain-la-Neuve, Publications de la Faculté de Théologie, 2000.
- (samen met W. Verschooten), Inventaire des papiers conciliaires de Monseigneur Gérard Philips, secrétaire adjoint de la Commission doctrinale. Avec une Introduction par. J. Grootaers, Instrumenta Theologica, Bibliotheek van de Faculteit Godgeleerdheid, Leuven, Uitgeverij Peeters, 2001.
- De rol van de "Squadra Belga" op Vaticanum II, in: Collationes, Tijdschrift voor theologie en pastoraal, 2002, 341-372.
- Das Konzilsarchiv von Kardinal Léon-Joseph Suenens, Erzbischof von Mechelen-Brüssel, in: P. Pfister (uitg.), Julius Kardinal Döpfner und das Zweite Vatikanische Konzil. in: Schriften des Archivs des Erzbistums München und Freising, München, Schnell und Steiner, 2002, 30-40.
- (samen met A. Haquin), Mgr Albert Prignon, Recteur du Pontificio Collegio Belga, Journal conciliaire de la 4e session, Louvain-la-Neuve, Publications de la Faculté de théologie, 2003.
- (met M. Lamberigts), Le texte d'Hasselt: Une étape méconnue de l'histoire du De Matrimonio (schéma XIII), in: Ephemerides Theologicae Lovanienses. Louvain Journal of Theology and Canon Law, 2004, 485-504.
- Inventaires des papiers conciliaires de monseigneur J. M. Heuschen, évêque auxiliaire de Liège, membre de la commission doctrinale, et du professeur V. Heylen, Leuven, Faculteit Godgeleerdheid, Uitgeverij Peeters, 2005
- (samen met M. Lamberigts), Nostra Aetate: Vaticanum II over de joden. Een historiek, Collationes, Tijdschrift voor theologie en pastoraal, 2005, 149-177.
- Een standaardwerk over de geschiedenis van het Tweede Vaticaans Concilie (1962-1965), in: Collationes, Vlaams tijdschrift voor theologie en pastoraal, 2006, 97-107.
- Introduction, in: Carnets conciliaires de Mgr Gérard Philips, secrétaire adjoint de la Commission doctrinale, Faculteit Godgeleerdheid, Leuven, Uitgeverij Peeters, 2006
- (samen met Toon Osaer), Les relations entre le Cardinal Montini - Paul VI (1897-1978) et le Cardinal Suenens (1904-1996) pendant le Concile Vatican II, in: Notiziario, Istituto Paolo VI, 2006, 47-77.
- (samen met M. Lamberigts), Le rôle de l'épiscopat belge dans l'élection des commissions conciliaires en octobre 1962, in: Leclercq J. (Eds.), La raison par quatre chemins. En hommage à Claude Troisfontaines, Louvain-la-Neuve - Leuven, Éditions Peeters, 279-306.
- La réaction du cardinal Suenens et de l'épiscopat belge à l'encyclique Humanae Vitae. Chronique d'une Déclaration (juillet – décembre 1968), in: Louvaain Journal of Theology and Canon Law, 2008, 1-68.
- (samen met M. Lamberigts), The Role of Cardinal Léon-Joseph Suenens at Vatican II, in: Donnelly D., Famerée J., Lamberigts M., Schelkens K. (Eds.), The Belgian Contribution to the Second Vatican Council, Leuven, Peeters, 2008, 61-217.
- (samen met Toon Osaer), Les relations entre le Cardinal Montini / Paul VI (1897-1978) et le Cardinal Suenens (1904-1996) pendant le Concile Vatican II. in: Donnelly D., Famerée J., Lamberigts M., Schelkens K. (Eds.), The Belgian Contribution to the Second Vatican Council, Leuven, Peeters, 2008, 285-323.
- Les Agendas conciliaires de Mgr J. Willebrands, secrétaire du Secrétariat pour l'Unité des chrétiens, Leuven, Peeters, 2009.
- (samen met C. Troisfontaines), Témoignage sur Mgr De Smedt et la liberté religieuse, in: R. Latala & J. Rime J. (Eds.), Liberté religieuse et Eglise catholique. Héritage et développements récents, Fribourg, Academic Press, 2009, 25-30.
- (samen met M. Lamberigts), De bijdrage van Mgr. E.J. De Smedt aan Nostra Aetate, in: Ministrando, 2009, 751-763.
- Prefazione, in: C. Antonelli (Eds.), Il dibattito su Maria nel Concilio Vaticano II. Percorso redazionale sulla base di nuovi documenti di archivio, Padova, Edizioni Messaggero, 2009, 9-13.
- (samen met C. Troisfontaines), Paul VI et la Liberté religieuse, in: R. Papetti (Eds.), La trasmissione della fede: l'impegno di Paolo VI, Colloquio internazionale di studio, Brescia, 28-29-30 settembre 2007 , Brescia, Istituto Paolo VI, 2009, 121-127.
- (met M. Lamberigts), Mgr. De Smedt en de concilietekst over de Joodse godsdienst, in: Collationes, Vlaams Tijdschrift voor Theologie en Pastoraal, 2010, 81-104.
- Le cardinal Suenens et la question du contrôle des naissances au Concile Vatican II, in: Revue Théologique de Louvain, 2010, 499-518.
- (met M. Lamberigts), Mgr E.J. De Smedt et le texte conciliaire sur la religion juive, in: Ephemerides Theologicae Lovanienses. Louvain Journal of Theology and Canon Law, 2010, 341-384.
- (samen met M. Lamberigts), Vatican II on the Jews: A Historical Survey, in: Moyaert M., Pollefeyt D. (Eds.), Never Revoked. Nostra Aetate as Ongoing Challenge for Jewish-Christian Dialogue. Leuven, Peeters, 2010, 13-56.
- Les réactions de quelques "periti" du Concile Vatican II à la "Nota Explicativa Praevia" (G. Philips, J. Ratzinger, H. de Lubac, H. Schauf), in: Notiziario, Istituto Paolo, 2011, 47-69.
- 50 jaar na Vaticanum II. De squadra belga, een Belgische ploeg op het concilie! Gesprek met kanunnik Leo Declerck, in: Golfslag, 2011, 297-303.
- (met M. Lamberigts, La contribution de la "squadra belga" au Concile Vatican II, in: Anuario de Historia de la Iglesia, 2012, 157-183.
- Leon Joseph Suenens, in: M. Quisinsky & P. Walter (Eds.), Personenlexikon zum Zweiten Vatikanischen Konzil, Freiburg - Basel - Wien, Herder, 2012, 266-266.
- Albert Prignon, in: M. Quisinsky & P. Walter (Eds.), Personenlexikon zum Zweiten Vatikanischen Konzil, Freiburg - Basel - Wien, Herder, 2012, 221-222.
- (met M. Lamberigts), Mgr Willebrands and Nostra Aetate 4, Diplomacy and Pragmatism, in: A. Denaux & P. De Mey (Eds.), The Ecumenical Legacy of Johannes Cardinal Willebrands, Leuven, Peeters, 2012, 245-259.
- Charles Moeller, in: M. Quisinsky & P. Walter (Eds.), Personenlexikon zum Zweiten Vatikanischen Konzil. Freiburg - Basel - Wien, Herder, 2012, 194-194.
- André Marie Charue, in: M. Quisinsky & P. Walter (Eds.), Personenlexikon zum Zweiten Vatikanischen Konzil. Freiburg - Basel - Wien, Herder, 2012, 76-76.
- Mgr Emiel-Jozef De Smedt et le Concile Vatican II. Notes et documents, 2012
- (met M. Lamberigts), Gaudet Mater Ecclesia, Johannes XXIII's openingsrede op het Tweede Vaticaans Concilie, in: Collationes, Tijdschrift voor Theologie en Pastoraal, 2012, 363-379.
- Inventaire des archives personnelles du Cardinal J. Willebrands, Secrétaire (1960-1969) et Président (1969-1989) du Secrétariat pour l'unité des chrétiens, Archevêque d'Utrecht (1975-1983), Leuven, Faculteit Theologie en Religiewetenschappen, Peeters, 2013.